# Piccolomini (Adelsgeschlecht)

Familienwappen der Piccolomini

Die Piccolomini sind eine adlige italienische Familie, die zunächst im 13. Jahrhundert Patrizier in Siena waren, von dort aus bis zum 18. Jahrhundert in Italien Zweige ausbildete. Die prominentesten Familienmitglieder waren Papst Pius II. (1458–1464), zuerst Enea Silvio Piccolomini, sowie dessen Neffe Papst Pius III. (1503), zuerst Francesco Piccolomini. Die Familie führte ihre Genealogie bis in die römische Zeit zurück, wie es viele andere Adelsfamilien in der Renaissance taten, um sich einen antiken Glanz zu geben.

## Geschichte
Im 11. Jahrhundert setzte Kaiser Heinrich III. Salamone Piccolomini 1055 als seinen Prokurator und Gouverneur im Territorium von Siena ein, die Brüder Salamone und Matteo errichteten zwei Wehrtürme in der Stadt. Die Familie wurde zu den städtischen Edelleuten gezählt, i Grandi di Siena, stellte mehrfach die Konsuln in der jungen Republik, ab 1160 mit Guglielmo di Piccholuomo, erneut Rustichino di Piccolomo 1178 und 1228. Schon zu dieser frühen Zeit hatte sie das Kastell über dem Tal von Montone (heute Via Val di Montone und Basilica di Santa Maria dei Servi) in der nächsten Umgebung Sienas am Weg nach Rom inne. Engelberto d’Ugo Piccolomini erhielt 1220 von Kaiser Friedrich II. das Lehen Montertari in Val d’Orcia zur Belohnung für seine Dienste. Die Familie erwarb weitere Häuser und Türme in Siena sowie Ländereien wie Montone und Castiglione del Lago. 
Auf dieser Grundlage gründete die Familie im 13. Jahrhundert Handelsbanken mit Agenten in Venedig, Genua, Triest, Aquileia sowie in Frankreich und Deutschland. Im Streit zwischen Ghibellinen und Guelfen unterstützten sie die Kaiserpartei, weshalb sie zweimal aus Siena vertrieben wurden, erstmals zur Zeit der Königs Manfred von Sizilien nach der Schlacht von Montaperti 1260 und wieder unter König Konradin nach der Schlacht bei Tagliacozzo 1268, worauf sie aber jeweils im Triumph zurückkehrten. Doch ging ihre politische Aktivität auf Kosten der wirtschaftlichen Erfolge, die nun den Florentinern zufielen.
Ende des 13. und im ganzen 14. Jahrhundert war die Geschichte Sienas von andauernden inneren Kämpfen und Revolten geprägt, wozu etliche Militärführer gebraucht wurden, unter denen sich einige Piccolomini hervortaten. Die Piccolomini als alte Adelsfamilie wurden zeitweise vom Magistrat ausgeschlossen (Magistrat als governo del nove 1286–1355), verloren aber nicht ihren wirtschaftlichen Einfluss. Dennoch gab es verarmte Familienzweige, etwa die später delle Papesse genannte Linie, die ins ländliche Corsignano abwanderte. Auch in der turbulenten demokratischen Phase bis 1387 wirkten sie nur im Hintergrund, bis die außenpolitischen Konflikte mit Florenz 1387 zu einem Bündnis mit den Visconti von Mailand führten, das 1403 endete. 

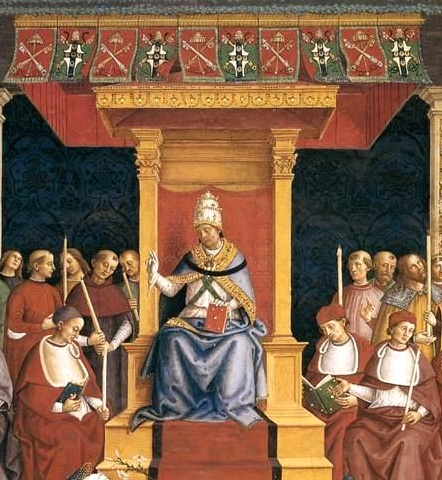
Pius II. gemalt von Pinturicchio mit seinem Wappen

Eine Wende brachte 1458 die Wahl eines Piccolomini zum Papst (Pius II), infolgedessen die geschmeichelten Sieneser die Magistratsbeschränkungen für Adelsfamilien aufhoben und nach dem Tod des Papstes (1464) für Mitglieder des Hauses Piccolomini, die man zu den Popolani zählte, weiter eine Ausnahme machten.
Auch in der Kirche trug das Papstamt von Pius II. der Familie viele Ämter und Pfründen ein: Seinen Nachfolger im Bistum Siena Antonio Piccolomini erhob er 1458 zum Erzbischof, und bis 1597 blieb die Position in der Familie bei den Todeschini und den Bandini. Im 17. Jahrhundert ging sie 1628 an Ascanio II. von den Piedi und 1671 an Celio. Das 1455 adoptierte Familienmitglied Jacopo Ammannati Piccolomini wurde 1460 zum Bischof von Pavia und im Folgejahr zum Kardinal ernannt. Das Erzbistum Benevent ging 1464 an Niccoló aus dem Zweig von Mandolo, denen in Siena ab 1506 der prächtige Palazzo del Mandolo gehörte. Das kleine Bistum von Chiusi ging 1463 auch noch an ein Familienmitglied.
Den Söhnen der Papstschwester Laudomia gelang der Aufstieg in weltliche Fürstenwürden, dem Zweig von Pius III. gehören die Piccolomini Todeschini zu. Antonio heiratete die uneheliche Tochter des Königs von Neapel, Maria von Aragon, und wurde 1461 der Herzog von Amalfi mit einem gewaltigen Grundbesitz bis nach Amalfi. Hinzu kam der Namenszusatz der Ehefrau. Andrea heiratete 1475 Agnese aus der mächtigen Familie der Farnese, um sich in Siena selbst abzusichern, wo er die Fresken für Pius II. in der Piccolomini-Bibliothek mit stiftete. Über den Papst und Onkel wurde er vom König Ferdinand I. von Neapel als Marquese mit der Herrschaft von Giglio und Castiglion della Pescaia in der Toskana belehnt. Seine Tochter Victoria musste sich später mit einem Borghese vermählen, um das Familienbündnis zu erweitern. Auch für den vierten Bruder Giacomo († 1507) war noch das kleine Herzogtum Montemarciano nahe Ancona in den Marken übrig, sein Ausgreifen nach Senigallia 1472 aber scheiterte an den Interessen des neuen Papstes Sixtus IV.

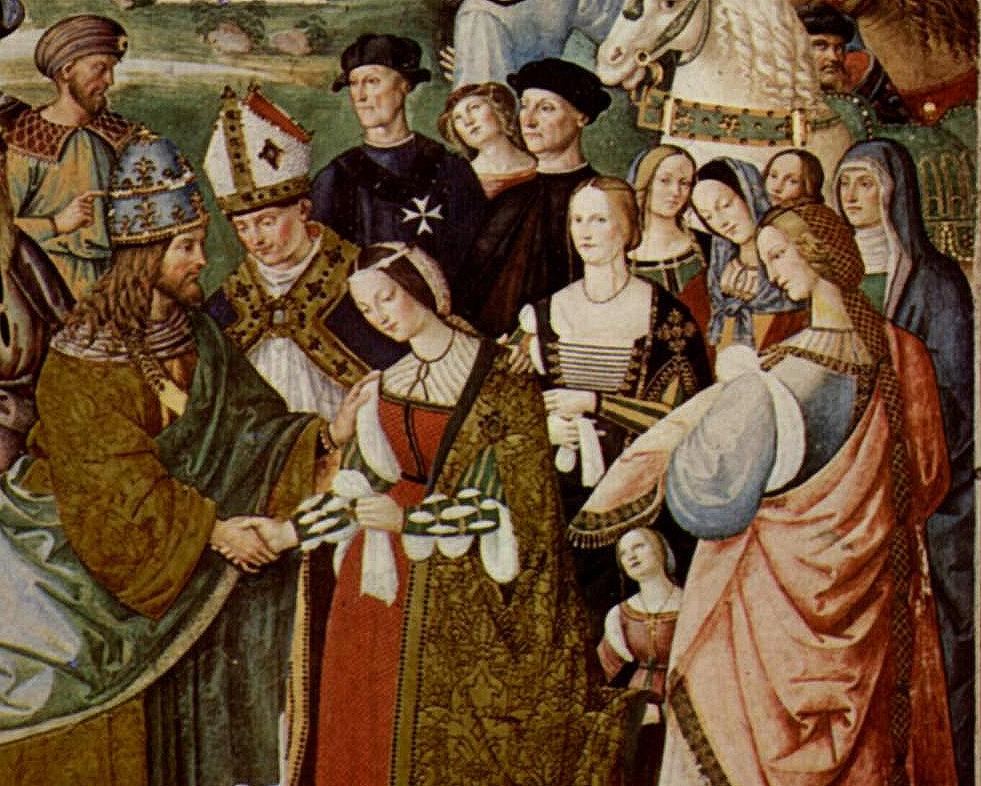
Andrea (hinten unterm Pferd), Agnese (schwarz-weißes Mieder) und Montanina (Brautjungfer) im Fresko von Pinturicchio in Siena

Für Andreas Tochter Montanina ergab sich aus der Ehe nach 1490 mit dem Patrizier Sallustio Bandini ein neuer Familienzweig Bandini, der für Siena wichtige Politiker hervorbrachte, Mario Bandini († 1558), Herr über die metallreiche Massa Marittima, und Erzbischof Francesco Bandini, der die Villa d’Este in Tivoli baute († 1588).
Die andere Papstschwester Caterina heiratete einen Patrizier aus Siena, Bartolomeo Guglielmini, was ihr das Geld verschaffte, in Siena ab 1460 den Palazzo delle Papesse zu errichten. Ihre Tochter Antonia heiratete Bartolomeo Pieri, von ihrem Wohnsitz Sticciano aus ging der Zweig Piccolomini Pieri hervor. Pius II. hatte Bartolomeo adoptiert, sodass der Name gesichert war. Ihr Sohn war Eneas Piccolomini-Pieri († 1554), dessen Nachfahren dem Großherzog der Toskana und später dem Kaiser dienten.
Bekannte Piccolomini neben den Päpsten waren:
- Giovanni Piccolomini (1475–1537), Erzbischof von Siena (1503–1529), Kardinalpriester (1517–1524), Kardinalbischof (1524–1537), ernannt von Leo X. aus dem Haus Medici
- Alessandro Piccolomini (1508–1578), Astronom, tätig für Cosimo de’ Medici
- Francesco Piccolomini (1523–1607), Philosoph
- Francesco Piccolomini (1582–1651), 8. General der Jesuiten
- Ottavio Piccolomini-Pieri (1599–1656), kaiserlicher General im Dreißigjährigen Krieg, erscheint in Schillers Wallenstein.

## Stammtafel

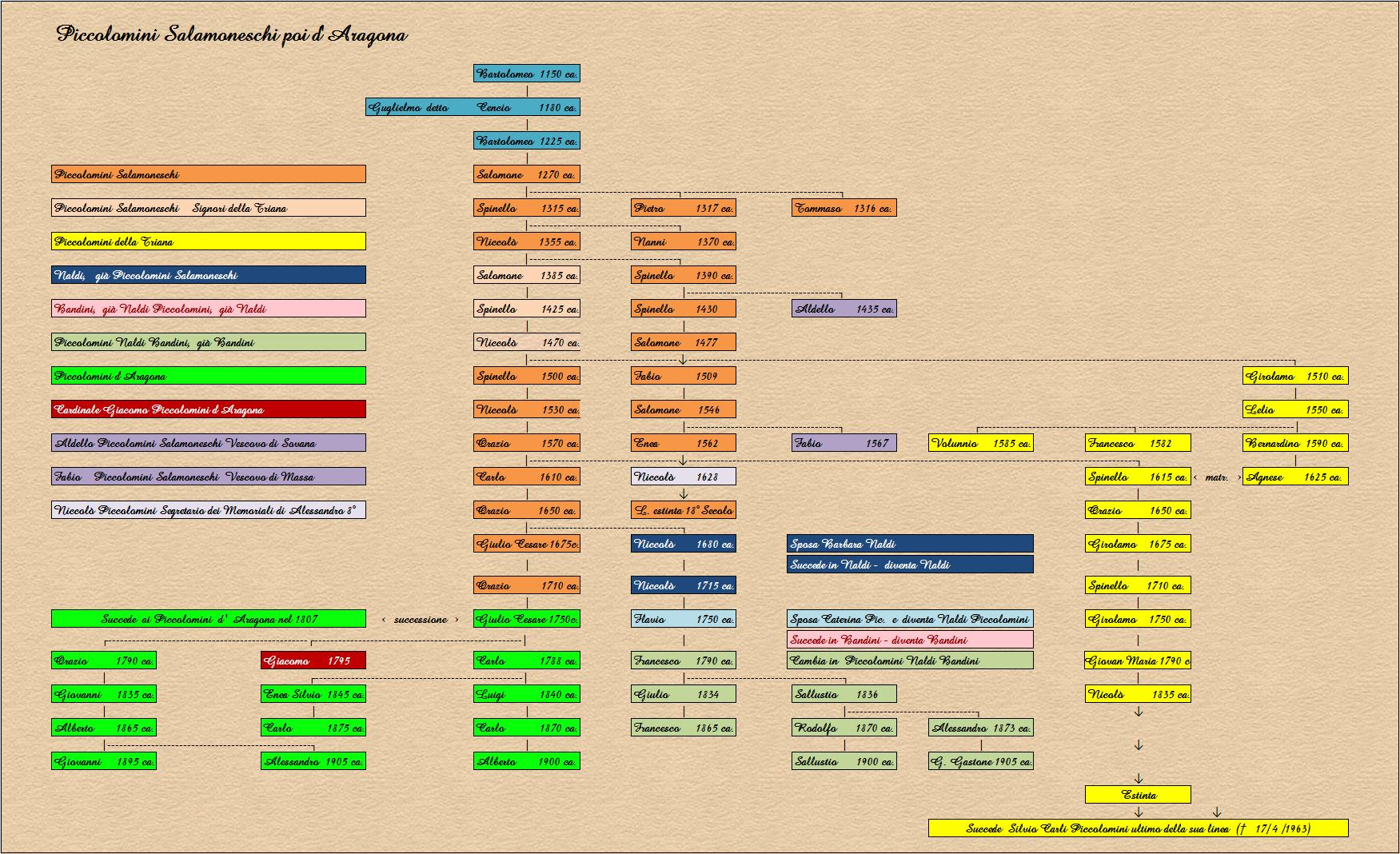
Genealogie der P. Salamoneschi

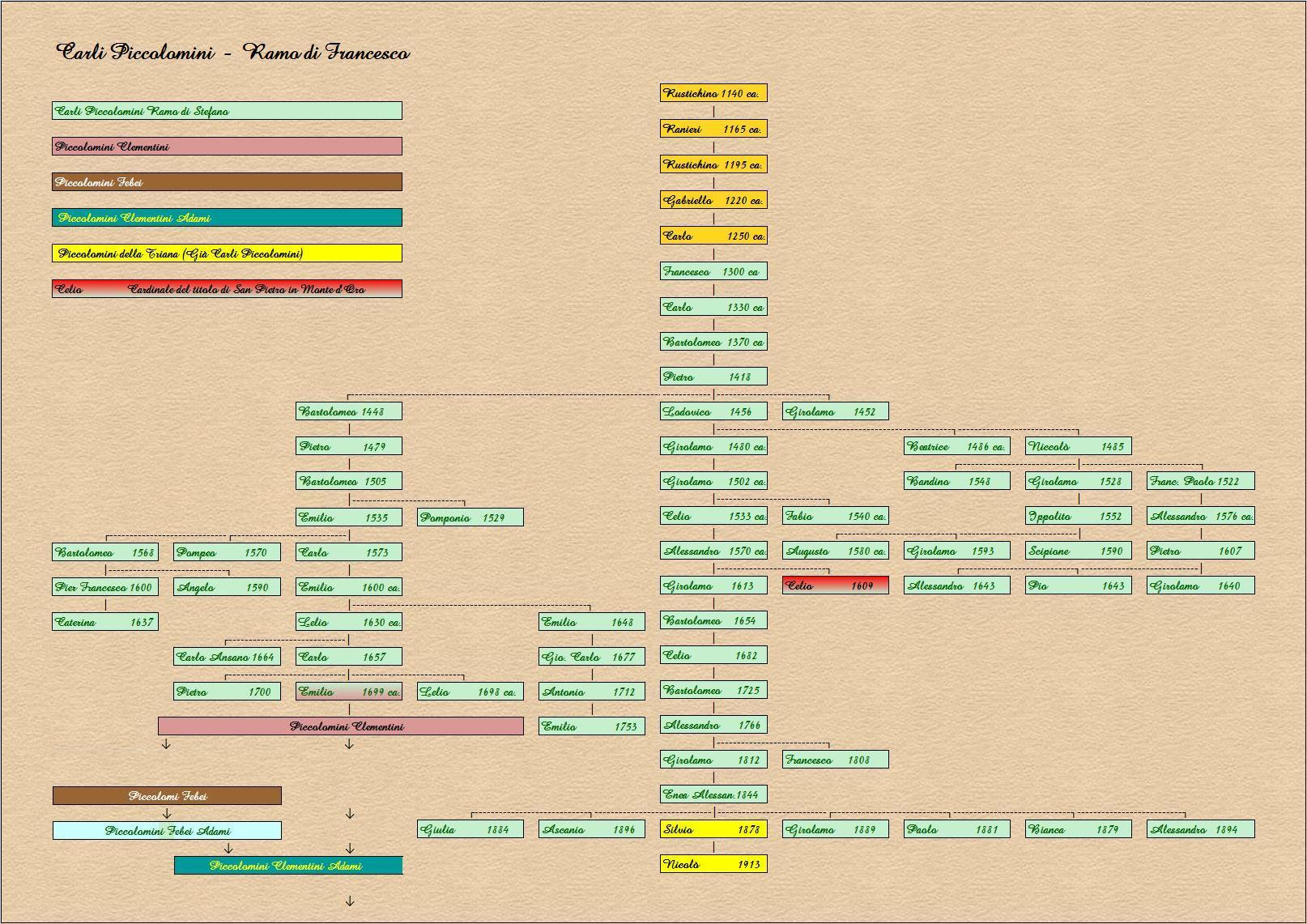
Zweig der Carli Piccolomini

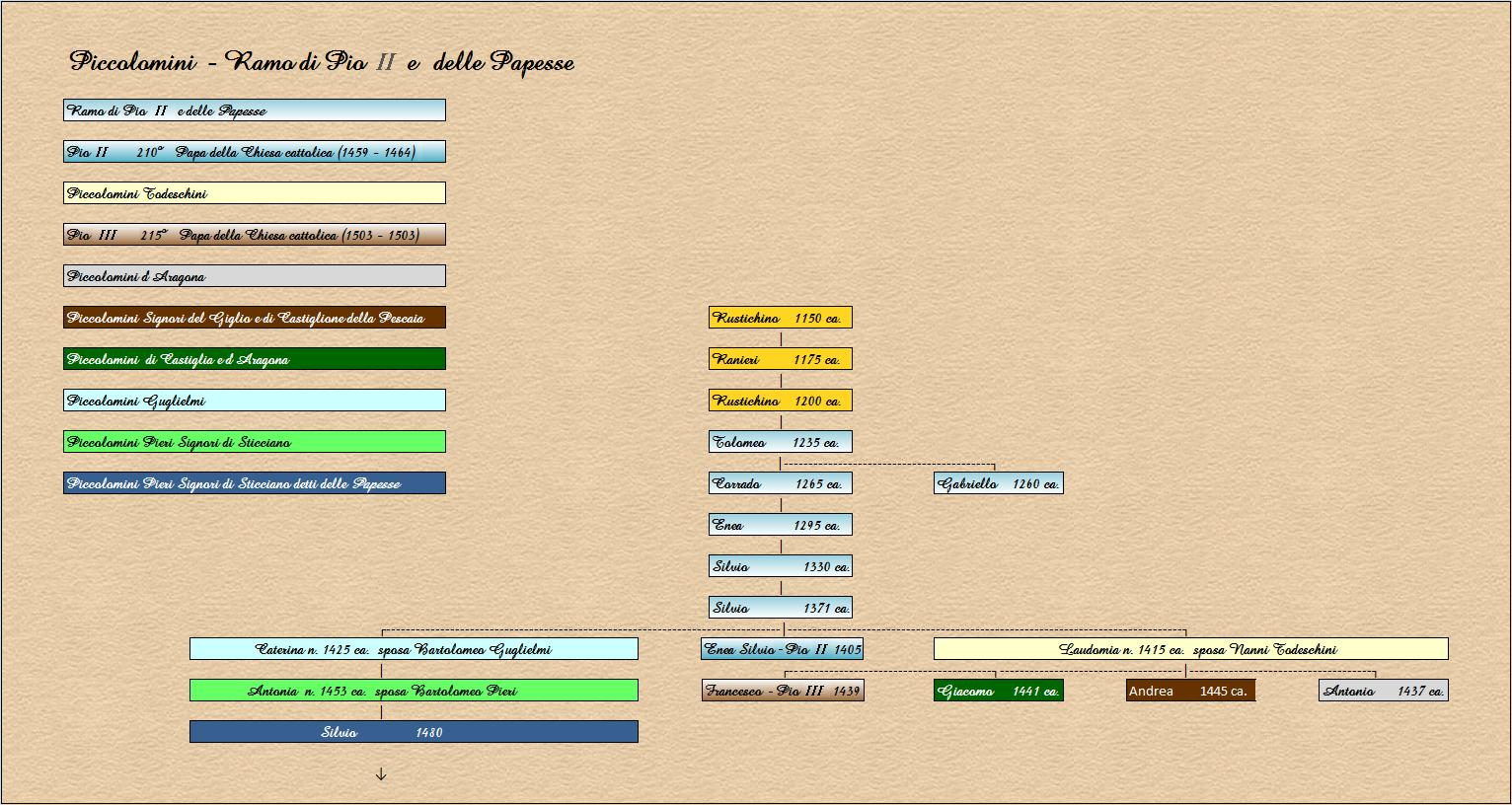
Zweig delle Papesse

- Guglielmo Piccolomo di Montone, Konsul von Siena 1160 
  - Abkömmlinge von Bartolomeo di Piccolomo (um 1230), Guglielmo „Cencio“ (* um 1258) und Bartolomeo 
    - Salamone, Sohn des Bartolomeo, Zweig später Piccolomini Salamoneschi, dann seit 1807 Piccolomini d’Aragona[4] Zu ihnen gehörte noch Giacomo Piccolomini (1795–1861), Kurienkardinal von Santa Balbina
      - Spinello (* 1310), Pietro (* 1316) und Tommaso (* 1317), bedeutende Militärs für Siena

    - Conte (* um 1256), Bartolomeos Sohn, Zweig von Modanella (Festung), davon abstammend nach 1750 die Spanocchi Piccolomini und Naldi Piccolomini
      - ... Antonio († 1459), erster Erzbischof von Siena
        - ... Alessandro (1508–1578), Astronom und Titularbischof

    - erster Zweig della Triana (1388 Kauf der Burg Triana durch die Brüder und Militärführer Niccolò und Nanni di Spinello († 1425), erloschen 1895)[5]
      - ... Francesco (Jesuitengeneral)

  - Abkömmlinge von Rustichino di Piccolomo (Konsul 1228)
    - Ranieri (um 1200): Zweig von Torre a Castello (bei Asciano, erloschen im 19. Jh.)
      - ... Gioacchino (1258–1305), selig gesprochener Geistlicher

    - Biagio (13. Jh.): Zweig von Mandolo (erloschen im 17. Jh.)
      - ... Niccoló († 1467), Erzbischof von Benevent

    - Bandino (13. Jh.): erster Zweig der Carli Piccolomini
      - ... Francesco di Niccolò (1523–1607), Philosoph in Padua

    - Francesco (13. Jh.): zweiter Zweig der Carli Piccolomini, später genannt Piccolomini Clementi, Piccolomini Febei, Piccolomini Febei Adami, Piccolomini Clementi Adami
      - ... Celio (1609–1681), Kardinal und Nuntius in Paris
      - ... zweiter Zweig della Triana (1895 begonnen und erloschen mit Graf Silvio Carli, 1878–1963, Mäzen in Pienza)
        - Nicolò Piccolomini della Triana (1913–1942), Schauspieler und Pilot, Gründer der Stiftung Nicoló Piccolomini

    - Zweig delle Papesse: Papst Pius II. († 1464) und dessen Schwestern Laudomia Piccolomini und Caterina Piccolomini
      - Papst Pius III. (1439–1503), Sohn von Laudomia und Neffe von Pius III.
      - Antonio Todeschini Piccolomini (1437–1493), Bruder von Pius III., 1. Herzog von Amalfi 1461 ⚭ Maria d’Aragona (uneheliche Tochter von König Ferdinand I. von Neapel), daher Zweig der Piccolomini d’Aragona, mit Gütern im Königreich Neapel (1807 erloschen)  
        - Alfonso I. Piccolomini († 1498), deren Sohn, Herzog von Amalfi: → Zweig von Scafati, Prinzen von Valle
          - Alfonso II. Piccolomini († 1584), dessen Sohn, Herzog von Amalfi

      - Giacomo (* 1441): Zweig der Piccolomini di Castiglia e d’Aragona, Herzöge von Montemarciano (im 16. Jh. erloschen)
        - Giambattista (* 1464): Zweig der Marquese von Capistrano und Deliceto (im 16. Jh. erloschen)

      - Andrea (* ca. 1445) ⚭ Agnese Farnese: Zweig der Piccolomini Todeschini (Abkömmlinge in maskuliner Linie der Todeschini)
        - Tochter Montanina → Zweig von Giglio und Castiglione della Pescaia, später genannt Bandini Piccolomini (auch Kardinal Giovanni Piccolomini (1475–1537), Sohn von Andrea und Agnese)
          - Brüder Mario (um 1500–1558), Diplomat unter Kaiser Karl V., und Francesco Bandini (1500–1588), Politiker in Siena und Rom

      - Zweig der Piccolomini Gugliemi (Abkömmlinge in maskuliner Linie der Papstschwester Caterina Piccolomini ⚭ Bartolomeo Guglielmini), später genannt Piccolomini Pieri, später auch Prinzen von Náchod (aus dem Erbe des kaiserlichen Generals Ottavio Piccolomini)
        - ... Silvio Piccolomini  (1543–1610), Oberstkämmerer des Großherzogs von Toskana.
          - Enea Piccolomini (1586–1619), kaiserlicher Kriegsherr
          - Ascanio II. Piccolomini (1596–1671), Erzbischof von Siena
          - Ottavio Piccolomini (1599–1656), kaiserlicher General unter Wallenstein und seit 1639 Herzog von Amalfi
            - Enea Silvio Piccolomini (1653–1673), Herzog von Amalfi
            - Lorenzo Piccolomini (1656–1714), Herzog von Amalfi
              - Ottavio Piccolomini (1698–1757), Herzog von Amalfi und letzter Vertreter

## Burgen und Schlösser

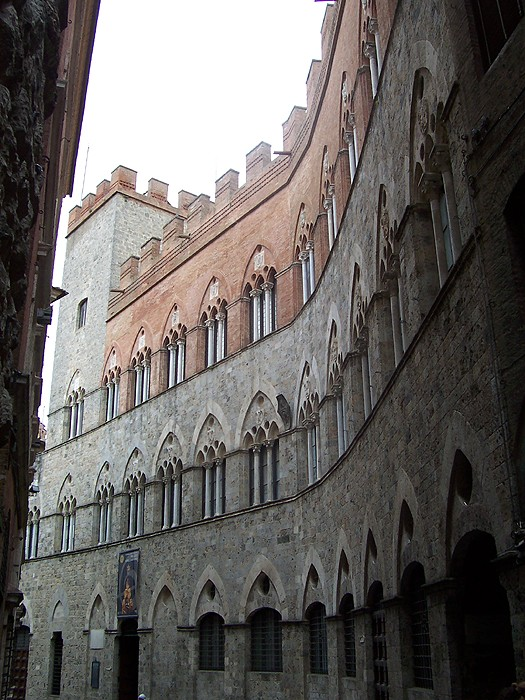
Palazzo Chigi-Saracini, Siena
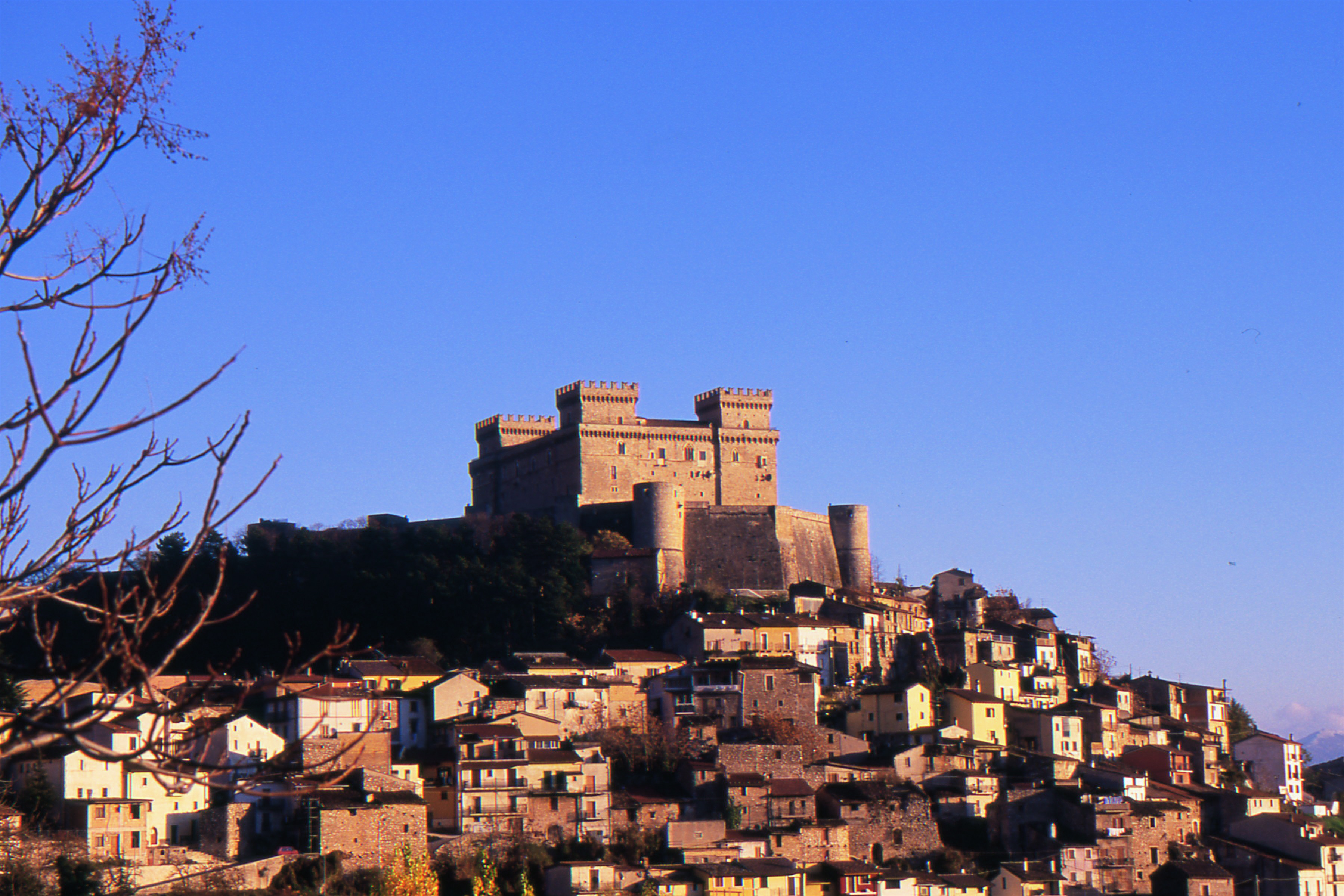
Castello Piccolomini in Celano
Castello Piccolomini (Balsorano)
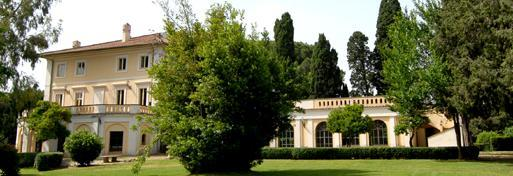
La Casa del Sole - Fondazione Nicolò Piccolomini, Rom
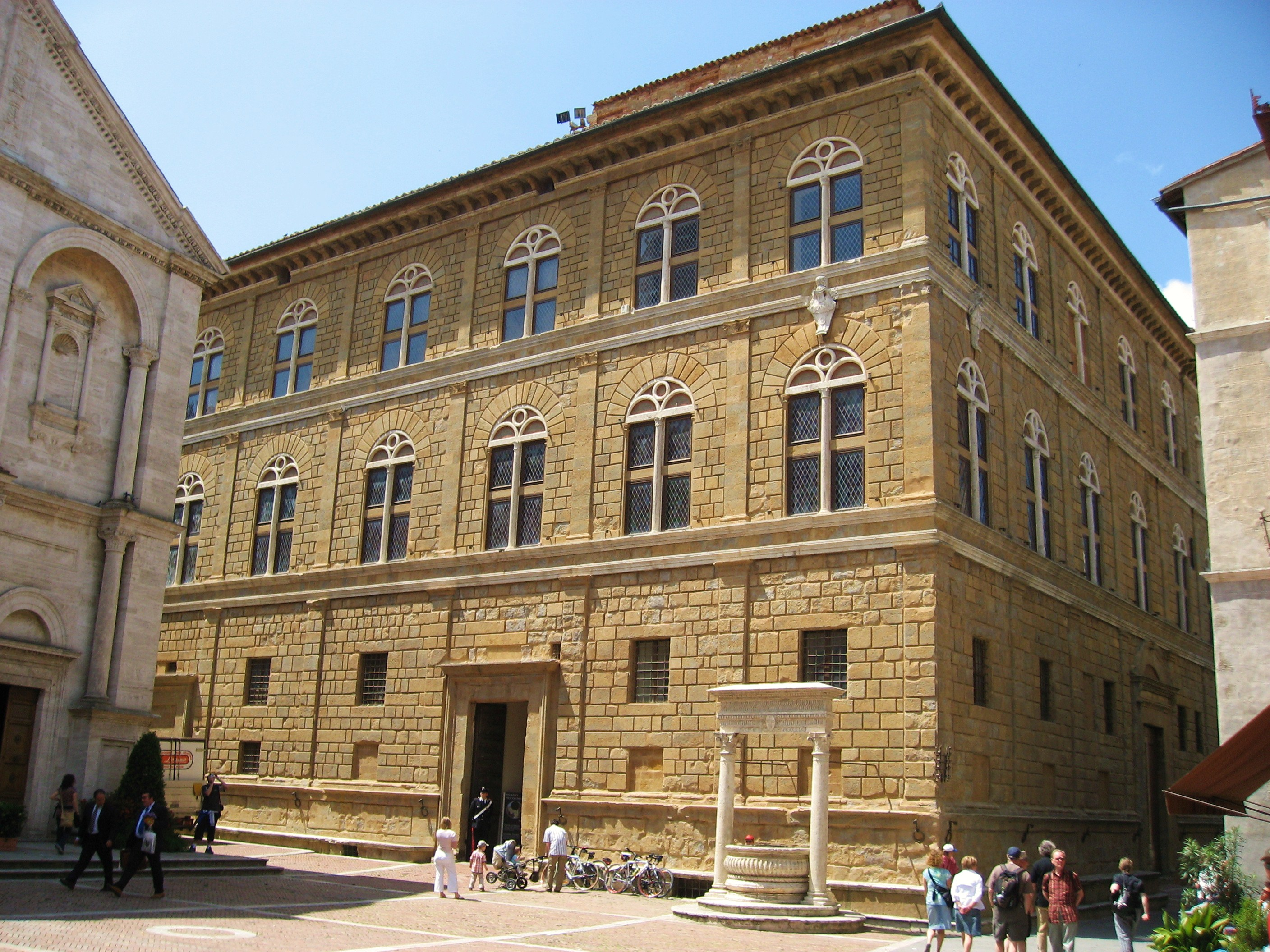
Palazzo Piccolomini in Pienza
Torre Piccolomini
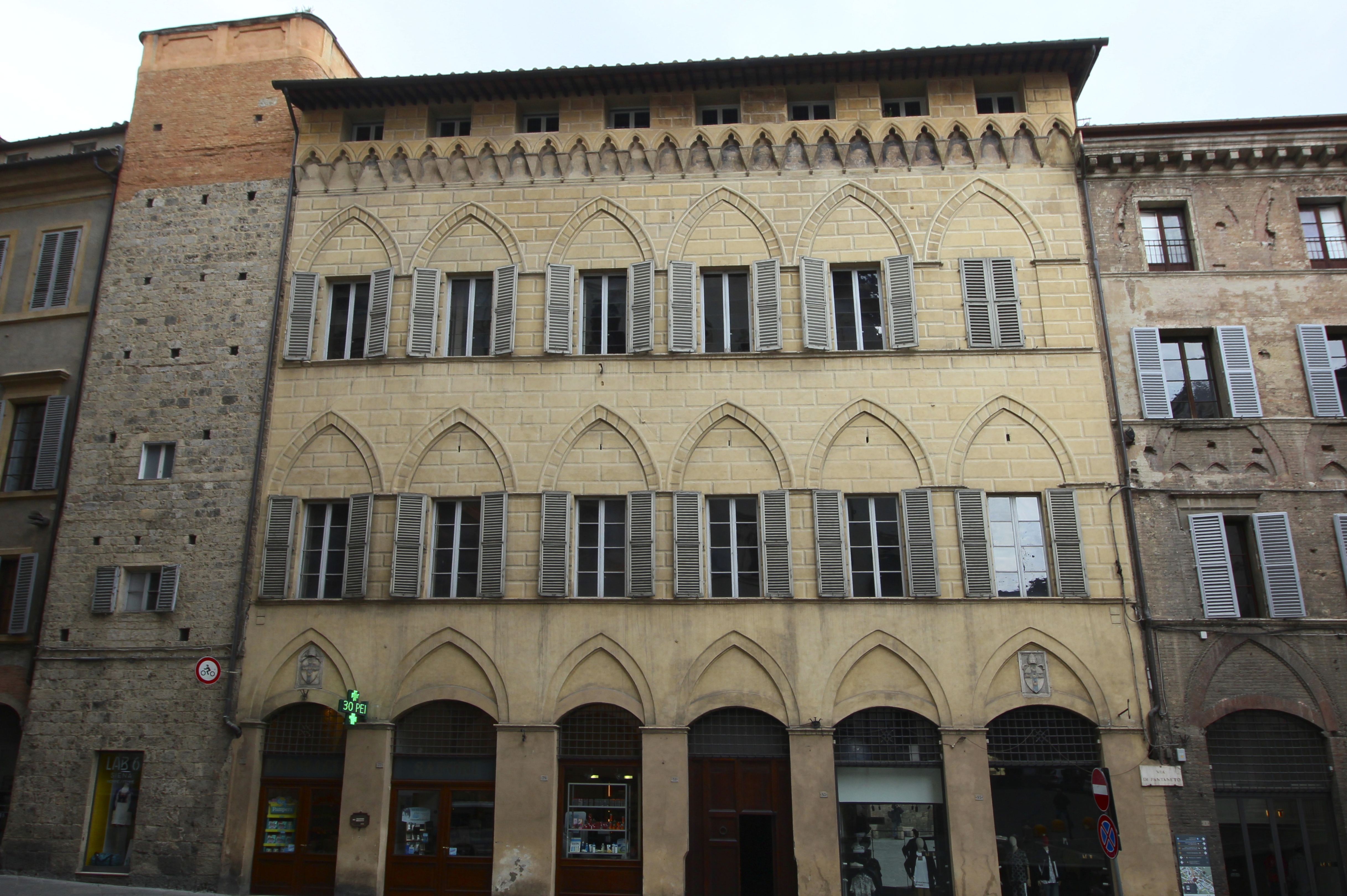
Palazzo Piccolomini-Clementini
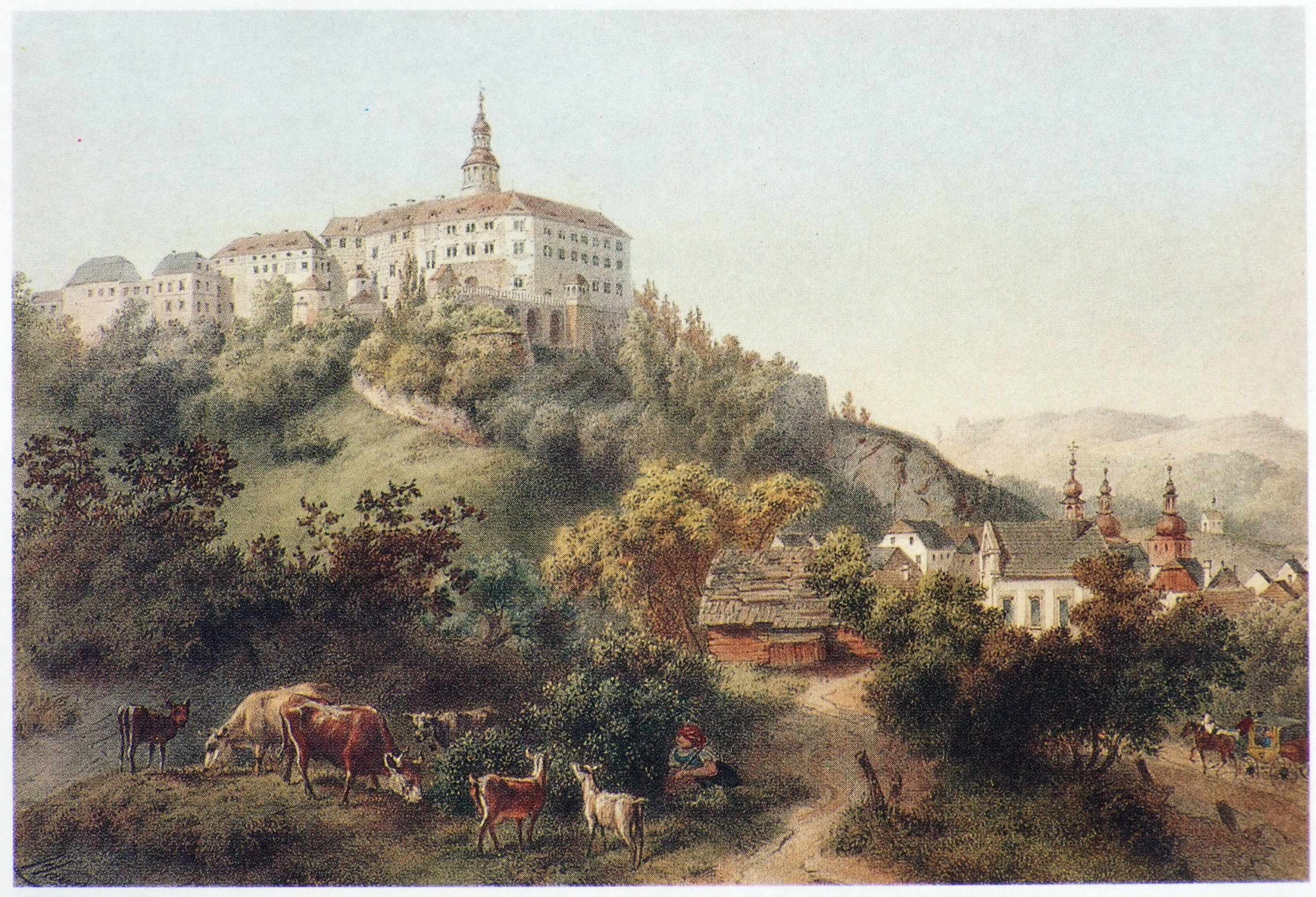
Schloss Náchod, 1740
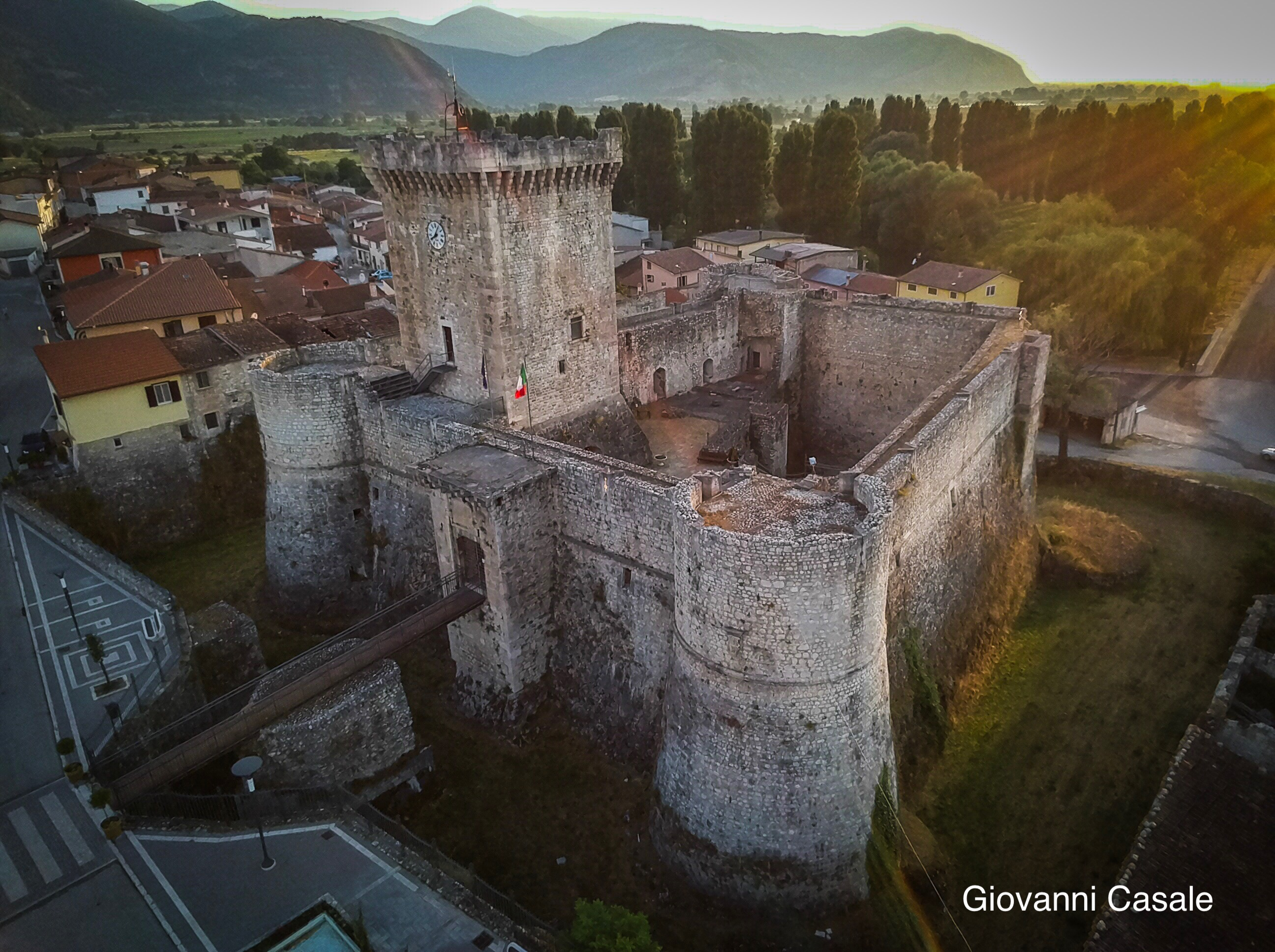
Castello Piccolomini (Ortucchio)
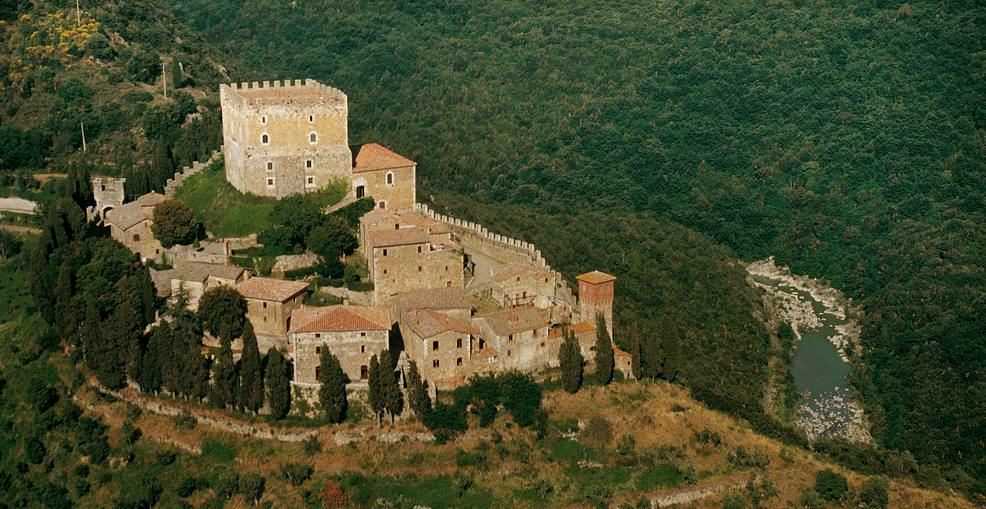
Castello Piccolomini di Ripa d’Orcia
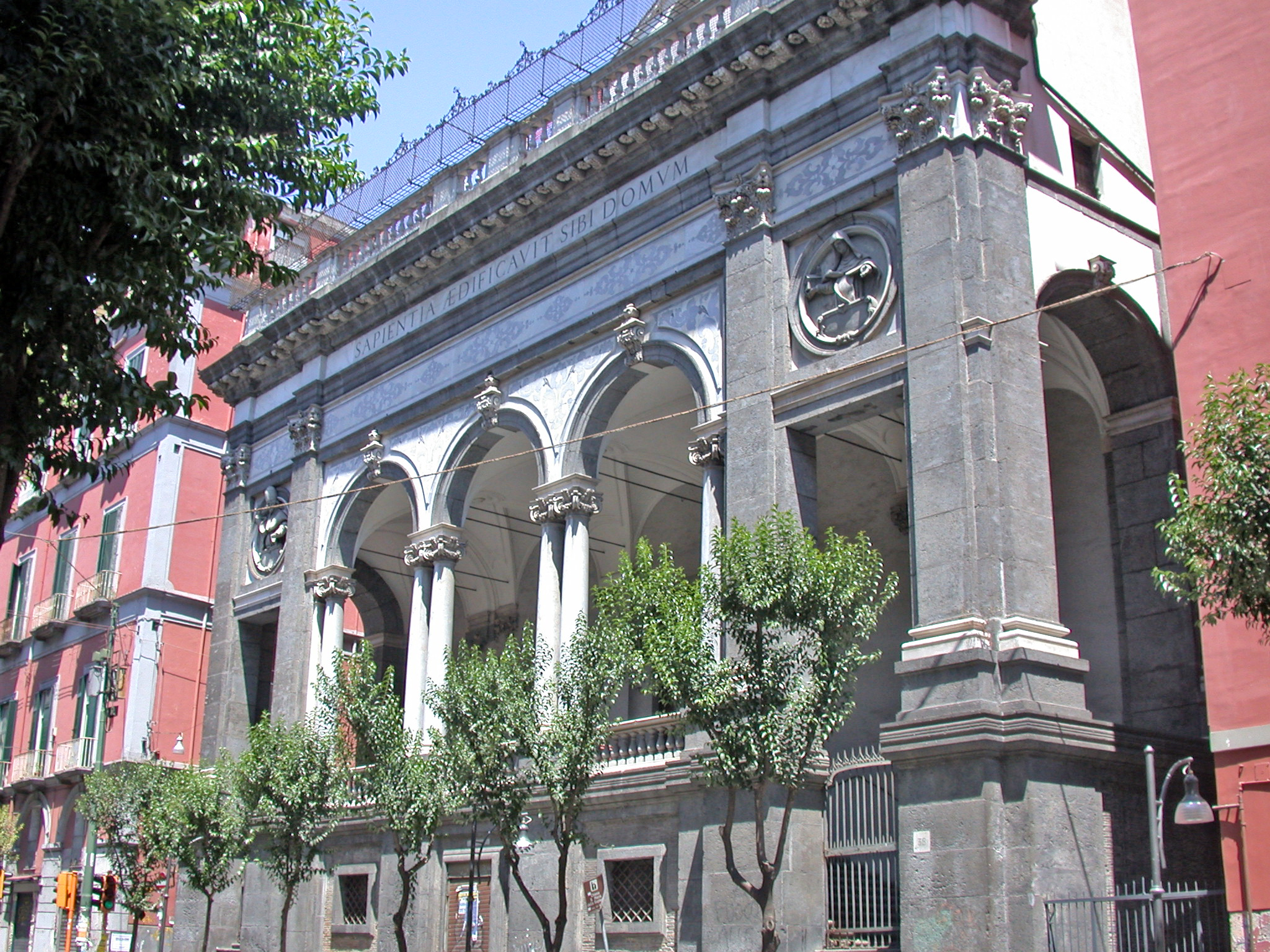
Santa Maria della Sapienza
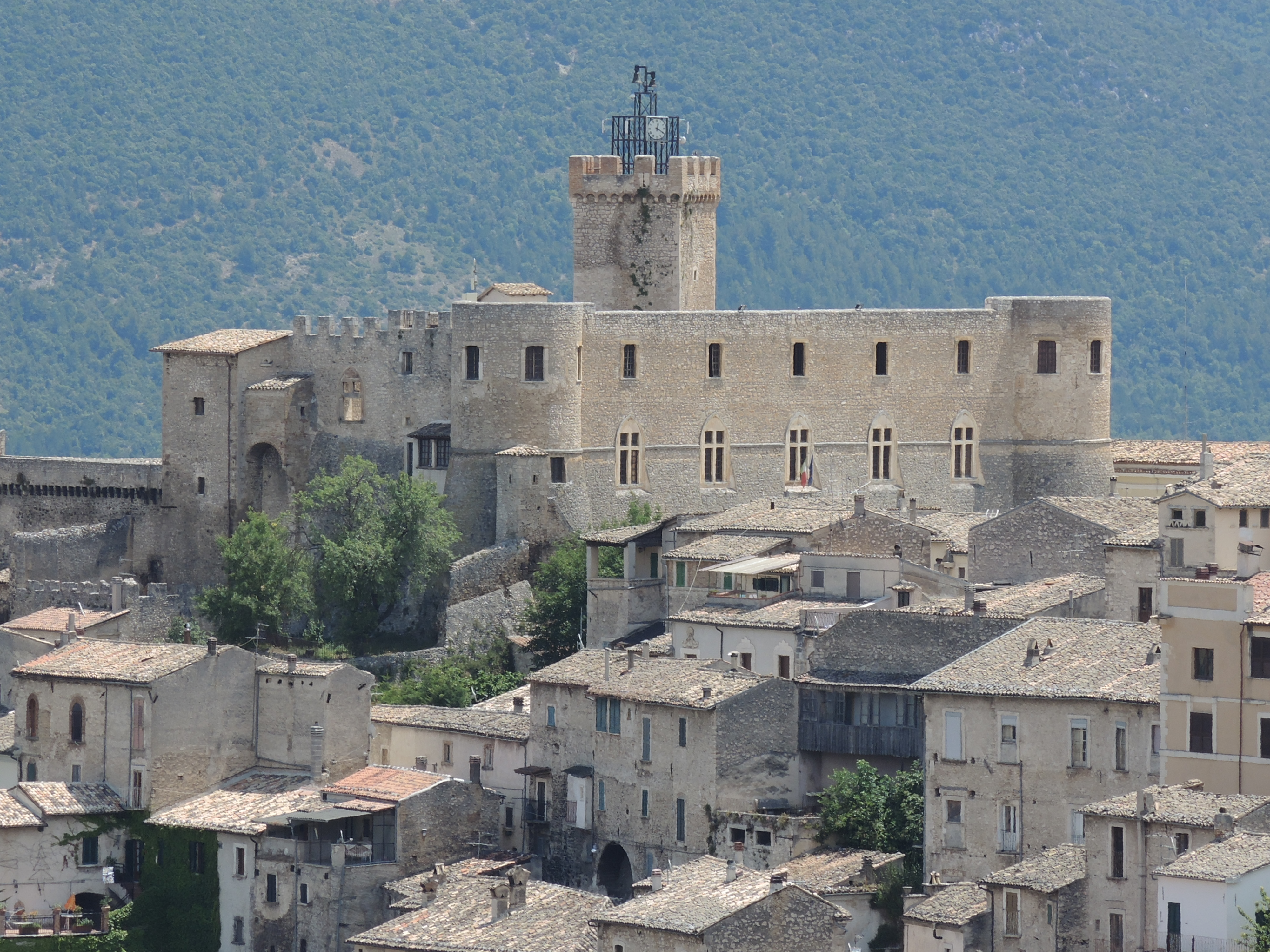
Castello Piccolomini (Capestrano)
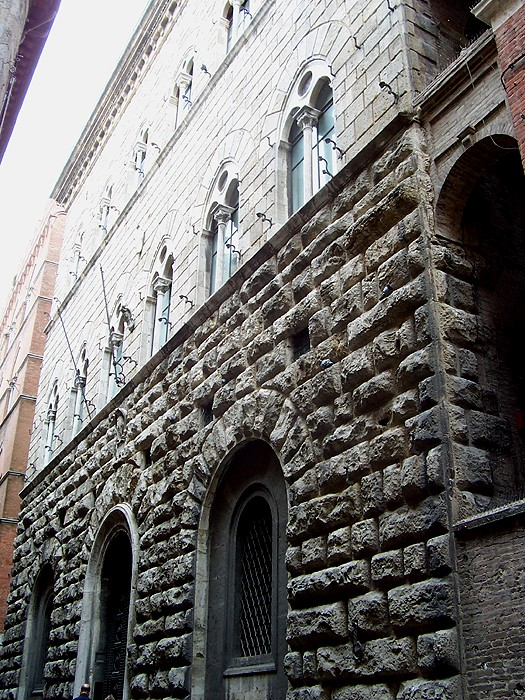
Palazzo delle Papesse

## Einzelbelege
1. ↑  Roberta Mucciarelli: L’ARCHIVIO PICCOLOMINI. ALLE ORIGINI DI UNA FAMIGLIA MAGNATIZIA: DISCENDENZE FANTASTICHE E ARCHITETTURE NOBILITANTI. Wayback Machine, 18. Mai 2014, S. Anm. 19, archiviert vom Original (nicht mehr online verfügbar) am 18. Mai 2014; abgerufen am 4. Januar 2023 (italienisch).  Info: Der Archivlink wurde automatisch eingesetzt und noch nicht geprüft. Bitte prüfe Original- und Archivlink gemäß Anleitung und entferne dann diesen Hinweis.
2. ↑  William Marvin Bowsky: A Medieval Italian Commune: Siena Under the Nine, 1287-1355. University of California Press, 1981, ISBN 978-0-520-04256-8, S. 66 (google.com [abgerufen am 4. Januar 2023]).
3. ↑  Siena: Stadtgeschichte | Städte | Siena | Goruma. Abgerufen am 5. Januar 2023.
4. ↑  Piccolomini. Antécédents familiaux, Les origines légendaires, des témoignages directs. Abgerufen am 19. Dezember 2022.
5. ↑  SIUSA - Piccolomini della Triana. Abgerufen am 5. Januar 2023.
6. ↑  'Die Piccolomini' - Details | MDZ. Abgerufen am 21. Dezember 2022.